# Oravița
Oravița (in tedesco Orawitz, in ungherese Oravicabánya) è una città della Romania di 13154 abitanti, ubicata nel distretto di Caraș-Severin, nella regione storica del Banato.
Fanno parte dell'area amministrativa anche le località di Agadici, Brădișoru de Jos, Broșteni, Ciclova Montană, Marila, Răchitova.
Oravița vanta alcuni primati:
- Nel 1816 vi venne costruito il primo teatro della regione Banat, il Teatrul Mihai Eminescu, imitazione in scala ridotta del Burgtheater di Vienna.
- Nel 1854 viene inaugurata la prima tratta ferroviaria del paese, la Oravița-Baziaș.
- Nel 1875 viene inaugurata la prima ferrovia montana del paese, la Oravița-Anina.